# Documentary Now!
Documentary Now é uma série de televisão do estilo mocumentário criada por Fred Armisen, Bill Hader e Seth Meyers. Foi lançada em 20 de agosto de 2015, no IFC. Como reconhecimento, foi indicada ao Primetime Emmy Awards 2019 na categoria de melhor programa de esquetes.